# 高山石竹
高山石竹（学名：Dianthus chinensis var. morii）为石竹科石竹属下的一个变种。

## 特征
多年生草本植物。产于中国吉林长白山，朝鲜也有分布。由于被过度开采，它在《吉林省重点野生植物保护目录》中列为二级重点保护植物。

## 扩展阅读
- 維基物種上的相關：高山石竹